# Flugplatz Wasserkuppe
Wasserkuppe flygplats (ICAO: EDER) (tyska: Flugplatz Wasserkuppe) är en Sonderlandeplatz utanför staden Gersfeld (Rhön). 
Flygplatsen ligger 5 kilometer nord om Gersfelds stadscentrum.
Flygplatsen ägs och sköts av Gesellschaft zur Förderung des Segelflugs auf der Wasserkuppe/Rhön e. V..
På flygplatsen jobbar 4 personer.
Flygplatsen invigdes 1924. 
Idag har flygplatsen fem startbanor.
Den är Tysklands högst belägna flygplats (902 meter över havet).

## Galleri

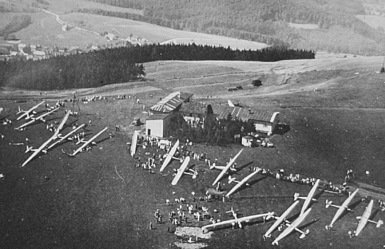
Flygplats, cirka 1935
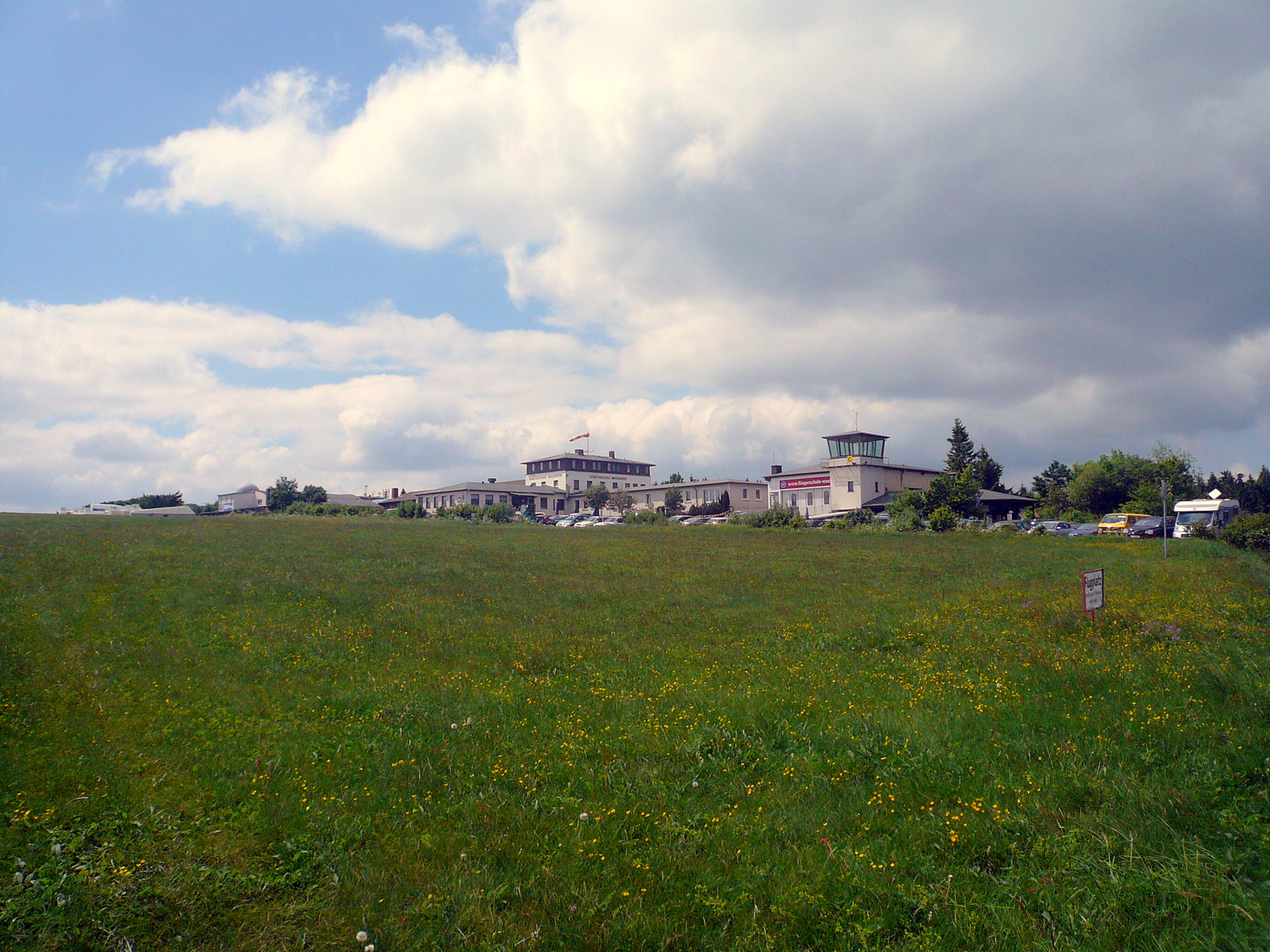
Flygplats, 2009
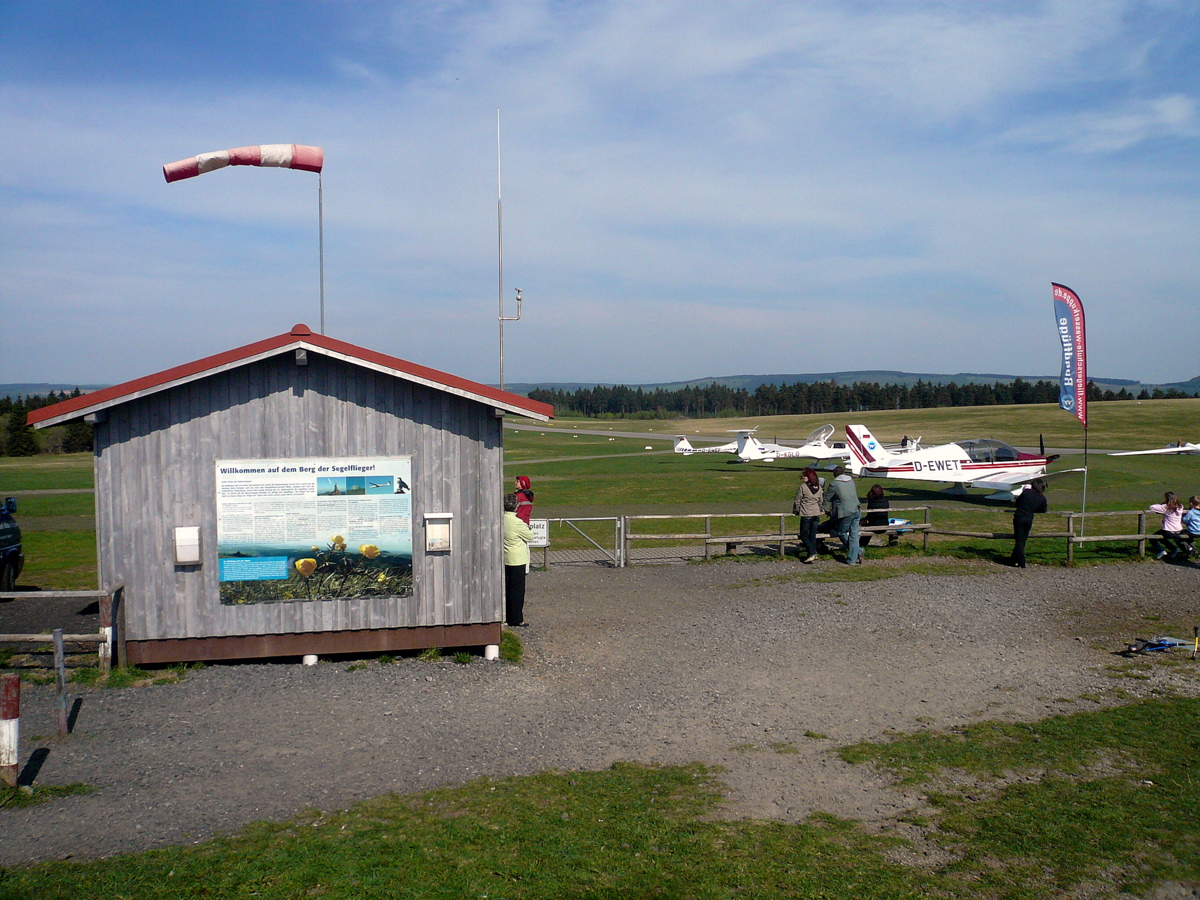
Flygplats, 2009
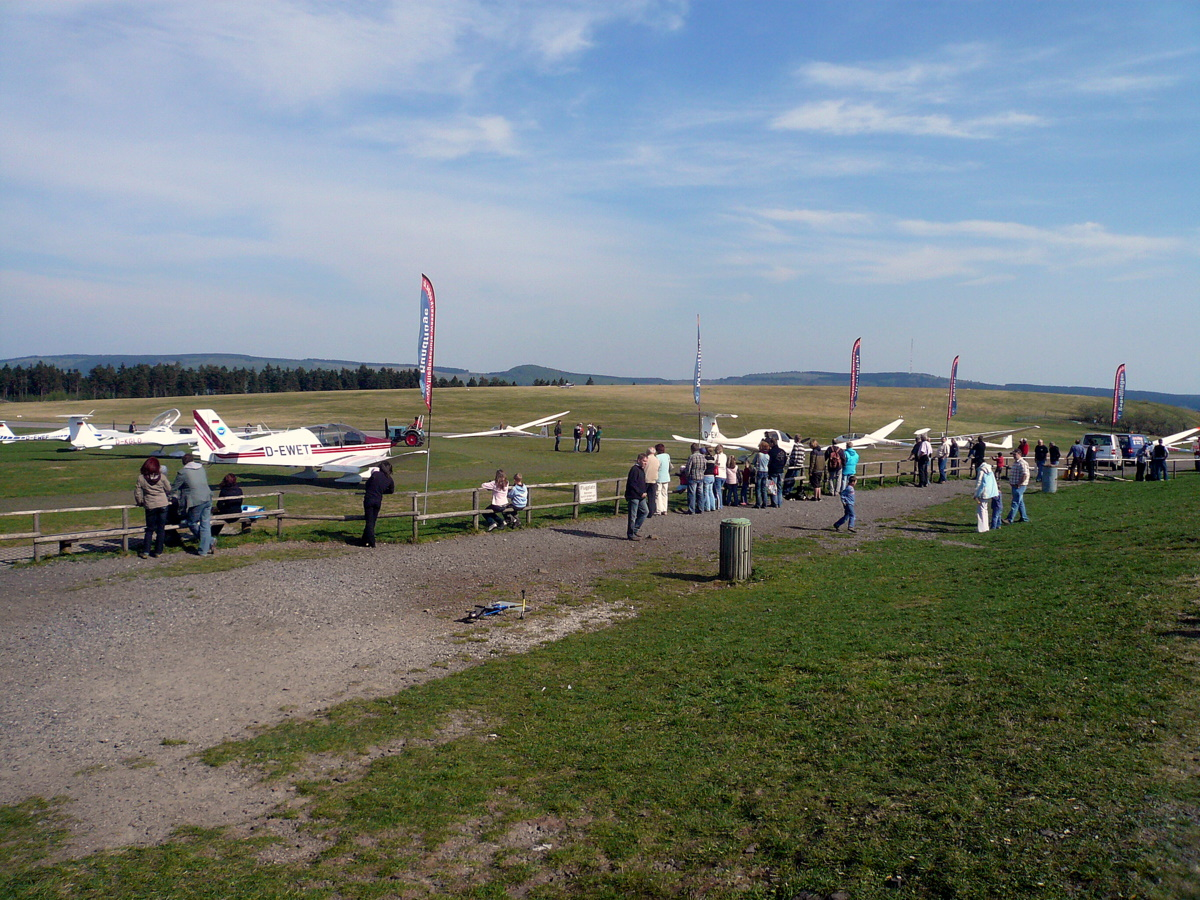
Flygplats, 2009
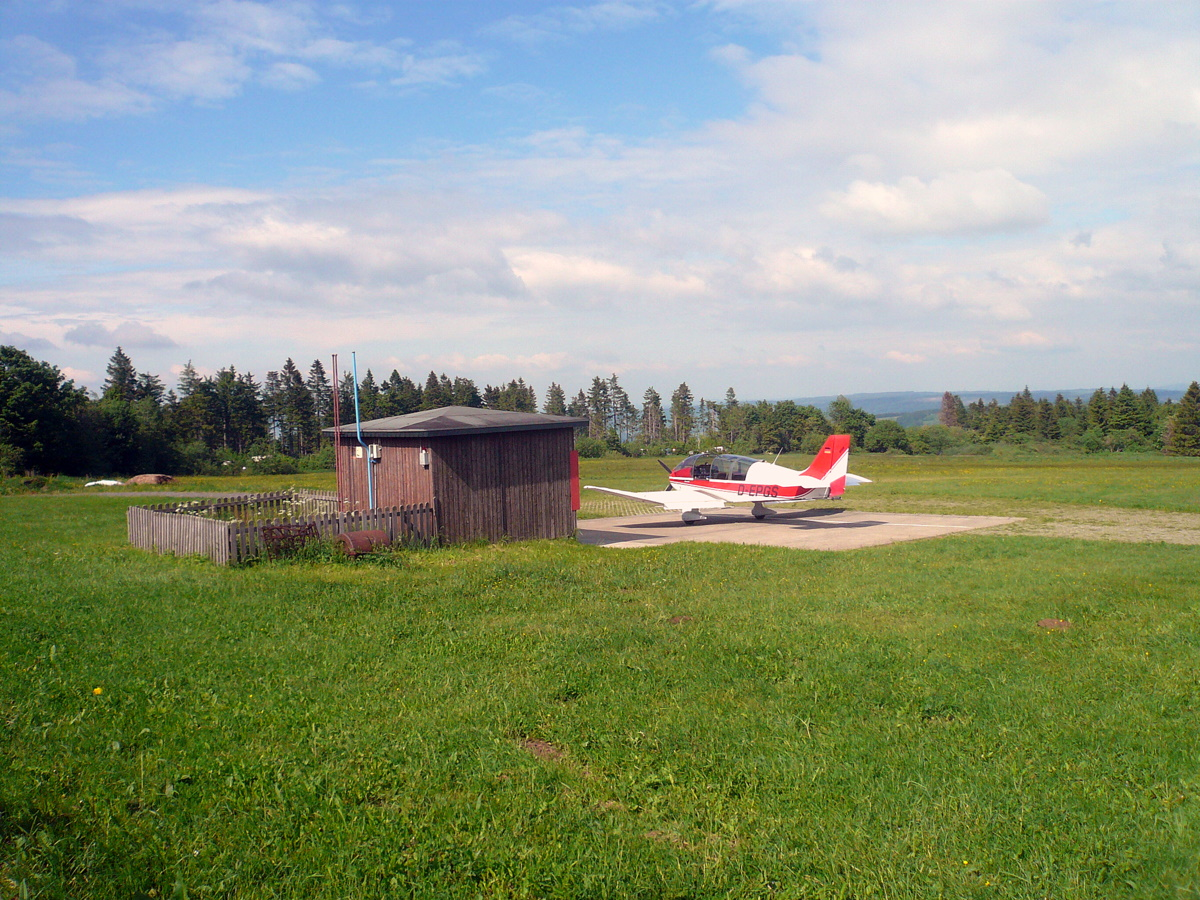
Bensinstation, 2009
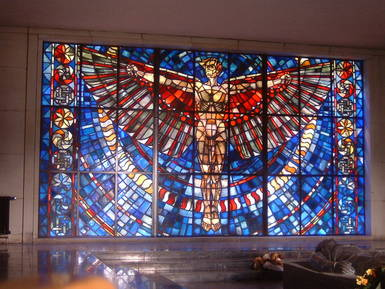
Fönster i "Ehrenhalle im Lilienthal-Haus", 2010